# Östarabiska siffror
Östarabiska siffror är de tio siffrorna i det decimala talsystemet representerade med symbolerna ۱ ۲ ۳ ٤ ٥ ٦ ٧ ۸ ۹ ٠. Tillsammans med arabisk skrift används både de östarabiska siffrorna och de arabiska siffrorna 1 2 3 4 5 6 7 8 9 0. Vilka tal som används varierar geografiskt. Stort sett är de östarabiska siffrorna mer utbredda i de östra delarna av Mellanöstern, till exempel i Irak. Talsystemet som används tillsammans med persiska är nästan identisk med det som används tillsammans med arabiska. Här har dock siffrorna 4, 5 och 6 en något annorlunda form.
Eftersom både de östarabiska och de arabiska siffrorna bygger på samma talsystem, är det bara symbolerna som är olika. Båda är representationer av decimaltalsystemet, vilket har sitt ursprung i Indien.
De östarabiska siffrorna skrivs precis som de arabiska siffrorna med den mest signifikanta siffran längst till vänster, oberoende av om de används i text som går från vänster till höger eller från höger till vänster. Detta innebär att när man skriver från höger mot vänster, startar man med den minst signifikanta siffran. For en läsare som är van vid att läsa från vänster mot höger, kan det därför upplevas som talen i arabisk skrift går "mot skrivriktningen" eftersom den minst signifikanta siffran kommer först när man läser från höger till vänster.
Persiska (farsi) och urdu använder en något modifierad utgåva av dessa tal (۱ ۲ ۳ ۴ ۵ ۶ ۷ ۸ ۹ ۰). 
| Västerländskt arabiska siffror | 0 | 1 | 2 | 3 | 4 | 5 | 6 | 7 | 8 | 9 | 10 |
| ------------------------------ | - | - | - | - | - | - | - | - | - | - | -- |
| Östarabiska siffror            | ٠ | ١ | ٢ | ٣ | ٤ | ٥ | ٦ | ٧ | ٨ | ٩ | ١٠ |
| Persiska siffror               | ۰ | ۱ | ۲ | ۳ | ۴ | ۵ | ۶ | ۷ | ۸ | ۹ | ۱۰ |
| Urdu-variant                   | ۰ | ۱ | ۲ | ۳ | ۴ | ۵ | ۶ | ۷ | ۸ | ۹ | ۱۰ |